# ブロッホ球

ブロッホ球

ブロッホ球（ブロッホきゅう、英: Bloch sphere）とは、物理学者、フェリックス・ブロッホ (Felix Bloch) にちなんで名付けられた、二つの直交する純粋状態の重ね合わせで表現できる量子状態を単位球面上に表す表記法である。従って、量子ビットの純粋状態はブロッホ球上の点として視覚的に表現することができる。
量子ビットの任意の純粋状態 |ψ⟩ は以下のような |0⟩ と |1⟩ の重ね合わせで表現できる。
{\displaystyle {\begin{aligned}|\psi \rangle &=\cos(\theta /2)|0\rangle +e^{i\phi }\sin \left(\theta /2\right)|1\rangle \\&=\cos(\theta /2)|0\rangle +(\cos \phi +i\sin \phi )\sin(\theta /2)|1\rangle \end{aligned}}}
この式中の (θ, φ) をブロッホ球上の点の極座標とみなせば、 |ψ⟩ を右図のように図示することができる。
歴史的理由により、光学の世界ではブロッホ球はポアンカレ球とも呼ばれ、偏光状態を表すために使われる。

## 定義
正規直交基底が与えられたとき、2準位系における任意の純粋状態{\displaystyle |\psi \rangle }は基底ベクトル{\displaystyle |0\rangle }, {\displaystyle |1\rangle }重ね合わせ（複素数係数での和）で表すことができる。基底ベクトル{\displaystyle |0\rangle }, {\displaystyle |1\rangle }の係数について、位相はそれらの差のみ物理的な意味を持つ。そのため、{\displaystyle |0\rangle }の係数を非負実数とする。
また、規格化条件から {\displaystyle \langle \psi |\psi \rangle =1}である。
以上より、{\displaystyle |\psi \rangle }を以下のように書くことができる：
{\displaystyle {\begin{aligned}|\psi \rangle &=\cos(\theta /2)|0\rangle +e^{i\phi }\sin(\theta /2)|1\rangle \\&=\cos(\theta /2)|0\rangle +(\cos \phi +i\sin \phi )\sin(\theta /2)|1\rangle \end{aligned}}}
ここで {\displaystyle 0\leq \theta \leq \pi }, {\displaystyle 0\leq \phi <2\pi }である。
{\displaystyle |\psi \rangle }が{\displaystyle |0\rangle }, {\displaystyle |1\rangle }であるときは{\displaystyle \phi }は任意の値をとれるがブロッホ球上の点としては同じ点であり、ブロッホ球による表現は常に一意である。